# Tatjana Ljujić-Mijatović
Tatjana Ljujić-Mijatović, född 1941, är en bosnisk politiker. 
Hon var tredje serbiska medlem i Bosnien och Hercegovinas Presidium 1992-1996. 